# Naturalis historia
De Naturalis historia is een encyclopedie bestaande uit 37 boeken, waarin de Romein Plinius de Oudere halverwege de 1e eeuw na Chr. (het eerste boek verscheen in 77) alle hem bekende feiten en feitjes heeft verzameld, om zo te proberen een compleet beeld van de (toen bekende) wereld te geven.

## Algemeen
Veel schrijvers uit de oudheid, zoals Aristoteles, probeerden geheelomvattend over menselijke kennis te schrijven. Het eerste werk dat als een encyclopedie is aan te merken, is deze Naturalis historia uit de 1e eeuw n.Chr. van Plinius de Oudere.
Plinius verzamelde niet alleen, hij leverde vaak ook commentaar. Zo komt hij bij de beschrijving van de werelddelen tot de conclusie dat de wereld meer lengte heeft dan breedte en dat deze enigszins bol moet zijn, omdat de zon niet overal op dezelfde tijd opkomt.
Het boek is een aantal malen in het Nederlands vertaald, voor het eerst in 1610; in de zeventiende en achttiende eeuw verschenen er tientallen, vaak geïllustreerde edities en was de Nederlandstalige Plinius een populair boek, dat veel enigszins ontwikkelde bewoners van de Lage Landen naast hun Bijbel en hun Cats hadden staan. Een recente vertaling verscheen in 2004 bij Athenaeum-Polak & Van Gennep onder de titel: De wereld.
In een van zijn boeken vermeldt hij de Aphrodite van Knidos, een beeldhouwwerk van Praxiteles en het eerste vrouwelijk naakt in de Griekse kunst.

## Opzet
De complete werken van Plinius bestaan uit 37 boeken en 2493 hoofdstukken. De wetenschappen, waarmee de hoofdstukken tegenwoordig worden aangeduid, heeft Plinius zelf niet als zodanig benoemd. De volgende lijst geeft de inhoudsopgave, die wetenschappers heden ten dage hebben benoemd en de huidige gemeenschappelijke namen. Bij elkaar behandelde het complete werk zo'n 40.000 trefwoorden, hier tussen haakjes weergegeven.
De verzameling bevat de volgende boeken:
- 1: Voorwoord, inhoudsopgave en bronnenindex
- 2: Kosmologie, astronomie, meteorologie, vulkanologie, geologie (417)
- 3-6: Geografie en etnologie: Europa (circa 5000), Afrika (circa 2100), Azië (2214)
- 7: Antropologie en fysiologie (747)
- 8-11: Zoölogie: Landdieren (787), waterdieren (650), vogels (794), insecten, en algemene zoologie (2700)
- 12-17: Botanica
  - 12: Natuurlijke gesteldheid der bomen (469)
  - 13: Exotische bomen (468)
  - 14: Vruchtdragende bomen (510)
  - 15: Eigenschappen van de vruchtdragende bomen (520)
  - 16: Eigenschappen van de bomen in het wild (1135)
  - 17: Eigenschappen van aangeplante bomen (1380)
- 18: Akkerbouw, meteorologie, zoölogie (2060)
- 19: Tuinbouw (1144)
- 20-32: Medicijnen, farmacologie en voortzetting der botanica
  - 20-27: Plantenrijk
    - 20: Geneesmiddelen uit tuingewassen (1606)
    - 21: Natuur der bloemen en kransgewassen (730)
    - 22: Betekenis der planten (906)
    - 23: Geneesmiddelen uit aangeplante bomen (1418)
    - 24: Geneesmiddelen uit bomen in het wild (1176)
    - 25: Verzorging van zelfgroeiende planten (1292)
    - 26: Overige geneesmiddelen (1019)
    - 27: Overige plantensoorten (602)

  - 28-32: Geneesmiddelen uit het dierenrijk
    - 28: Geneesmiddelen uit levende wezens (1682)
    - 29: Geneesmiddelen uit dieren (621)
    - 30: Overige geneesmiddelen uit dieren (854)
    - 31 -32: Geneesmiddelen uit waterdieren (1914)
- 33-37: Metallurgie, mineralogie en beeldende kunst
- 33: Bewerking van metalen (288)
- 34: Koperhoudende, ijzerhoudende, loodhoudende metalen (915)
- 35: Schilderkunst, beeldhouwen, pottenbakken, verschillende soorten aarde (956)
- 36: Steenhouwen (434)
- 37: Edelstenen (1300)

## Inhoud

### Wierden bewoond door de Chauken

Kaart van 50 n. Chr met het leefgebied van de Chauken (in geel) naast dat van de Friezen

Het boek is ook bekend, omdat het de eerste beschrijving geeft van de wierden die in het toenmalige noorden van Nederland werden bewoond door de Chauken. Volgens Plinius "een niet te benijden volk": ze moeten voor de opkomende oceaan vluchten op zelfgemaakte heuvels, lijden kou en kunnen geen vee houden. Tot overmaat van ramp moeten ze regenwater uit kuilen voor hun huizen drinken (boek 16, 2).

(...) wat is de natuur en karakteristieken van het leven van mensen die leven zonder bomen of struiken. We hebben inderdaad gezegd dat in het oosten, aan de kusten van de oceaan, een aantal rassen in zulke behoeftige condities verkeren; maar dit geldt ook voor de rassen van volkeren die de Grote en Kleine Ghaucen genoemd worden, die we gezien hebben in het noorden. Daar stort, twee keer in elke periode van een dag en een nacht, de oceaan zich met een snel getij zich over een onmetelijke vlakte, daarbij de eeuwenoude strijd van de Nature verhullend of het gebied tot het land of de zee behoort. Daar bewoont dit miserabele ras opgehoogde stukken grond of platforms, die ze met de hand hebben aangelegd boven het niveau van het hoogst bekende getij. Levend in hutten gebouwd op de gekozen plekken, lijken zij op zeelieden in schepen als het water het omringende land bedekt, maar op schipbreukelingen als het getij zich heeft teruggetrokken, en rond hun hutten vangen ze vis die probeert te ontsnappen met het aflopende getij. Het is voor hen niet mogelijk om kuddes te houden en te leven op melk zoals de omringende stammen, ze kunnen zelfs niet met wilde dieren vechten, omdat al het bosland ver weg ligt. Ze vlechten touwen van zegge en biezen van de moerassen om daarmee netten te kunnen uitzetten om vis te vangen, en zij graven modder op met hun handen en drogen het meer in de wind dan in de zon, en met aarde als brandstof verwarmen zij hun voedsel en hun eigen lichamen, bevroren in de noordenwind. Hun enige drank komt van het opslaan van regenwater in tanks in het voorhof van hun huizen. En dit zijn de rassen die, als ze nu overwonnen worden door de Romeinse natie, zeggen dat ze vervallen tot slavernij! Het is maar al te waar: Het lot spaart de mens bij wijze van straf.

## Nederlandse vertalingen
Een ruime selectie uit de 37 boeken verscheen in 2004 in vertaling:
- De wereld. Naturalis historia, vertaald door Joost van Gelder, Mark Nieuwenhuis en Ton Peters, 2004, ISBN 90-253-4184-5.
- Geneeskunde. Een selectie uit de Naturalis Historia, vertaald door Joost van Gelder, Mark Nieuwenhuis en Ton Peters, Athenaeum - Polak & Van Gennep, 2016, ISBN 978-9025304874.